# Dysmachus medius
Dysmachus medius là một loài ruồi trong họ Asilidae. Dysmachus medius được Lehr miêu tả năm 1966. Loài này phân bố ở vùng Cổ Bắc giới.